# Saint-François-d'Assise
Saint-François-d'Assise es un municipio canadiense situado en la provincia de Quebec.

## Superficie
Saint-François-d'Assise tiene una superficie de 179,34 km².

## Demografía
En 2021, tenía 679 habitantes, una densidad poblacional de 3,8 hab./km², y 367 viviendas.